# Эг-Брэн
Эг-Брэн (фр. L'Aigue Brun, Aiguebrun) — река на юге Франции в департаментах Воклюз и Буш-дю-Рон региона Прованс — Альпы — Лазурный Берег, приток Дюранс.

## Этимология
Название реки Aïgue или Aygue происходит от окситанского aiga или ajgɵ, что означает вода (ср. лат. aqua). L'Aigue Brun означает «бурая вода».

## География

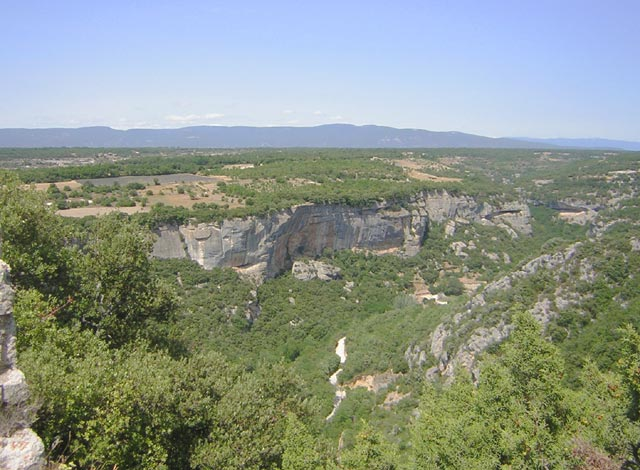
Вид на долину Эг-Брэн от форта Бюу.

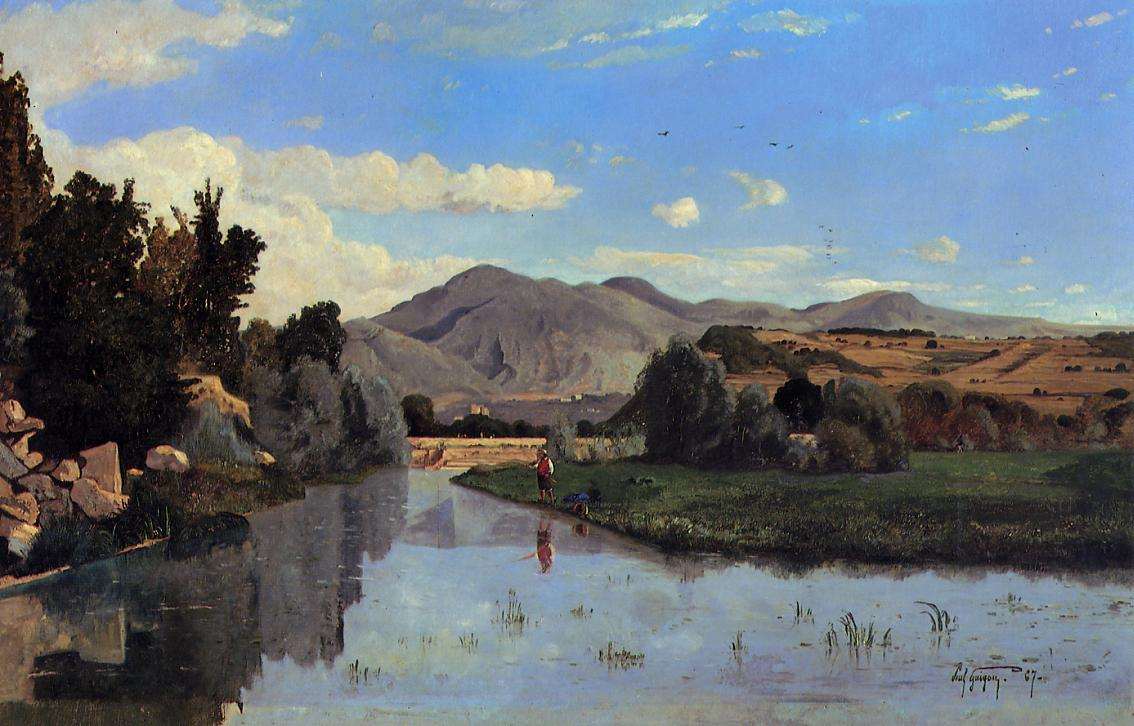
«Река Эг-Брэн в Лурмарене», Поль Камилл Гигу, 1867.

Эг-Брэн берёт начало от двух источников в горном массиве Люберон: Комб-де-Бад-Люн близ коммуны Сеньон и водный поток, спускающийся с долины Валлон-де-Петарель близ Орибо. Первые 5 км реки характеризуются глубокой долиной с крутыми и труднодоступными склонами и большим природным разнообразием. Впадает в Дюранс в Лори. Протяжённость реки — 22,8 км.

## Притоки
- Валлон-де-Петарель (2,8 км)
- Ла-Луб (3,6 км)
- Валла-де-Винь (2,3 км)
- ручей д'Эг (5 км)

## Пересекаемые коммуны
Эг-Брэн пересекает территорию 11 коммун в двух департаментах.
В департаменте Воклюз:
- Сеньон (первичный источник)
- Орибо (вторичный источник)
- Бюу
- Апт
- Кадене
- Бонньё
- Лурмарен
- Пюйвер
- Сиверг
- Лори (впадение в Дюранс)

В департаменте Буш-дю-Рон:
- Ла-Рок-д'Антерон